# Karlowe Wary
Karlowe Wary (cz. Karlovy Varyⓘ, niem. Karlsbad) – miasto statutarne w zachodnich Czechach, stolica kraju karlowarskiego. Leży w Zagłębiu Sokołowskim, u podnóża szczytów Lasu Sławkowskiego, u zbiegu rzek Ohrzy i Teplej.
Jest największym czeskim uzdrowiskiem i największym z miast tworzących tzw. zachodnioczeski trójkąt uzdrowiskowy (Karlowe Wary – Mariańskie Łaźnie – Franciszkowe Łaźnie). Według danych z 1 stycznia 2024 Karlowe Wary zamieszkuje 49 353 osób (20. miejsce w Czechach), a powierzchnia miasta wynosi 59,10 km².

## Warunki naturalne
Karlowe Wary znajdują się na pograniczu dwóch regionów fizycznogeograficznych: Zagłębia Sokołowskiego, wchodzącego w skład Pogórza Podrudawskiego i Lasu Sławkowskiego, należącego do Wyżyny Karlowarskiej.
Znaczną część miasta zajmują tereny górskie. W jego granicach znajdują się szczyty:
- Vítkův vrch, 644 m n.p.m.
- Výšina věčného mládí, 638 m n.p.m.
- Doubská hora, 610 m n.p.m.
- Výšina přátelství, 556 m n.p.m.
- Tři kříže, 554 m n.p.m.
- Jižní vrch, 514 m n.p.m.
- Čertův kámen, 512 m n.p.m.
- Vřesový vrch, 476 m n.p.m.
- Jelení skok, 473 m n.p.m.
- Helenin dvůr, 435 m n.p.m.

Przez miasto przepływają cztery rzeki – Ohrza oraz jej trzy dopływy: płynąca przez śródmieście Teplá, Rolava i Chodovský potok. Na Teplej w graniczącej z Karlowymi Warami miejscowości Březová utworzono poprzez budowę 40-metrowej zapory wodnej w 1934 sztuczne jezioro Březová, którego głównym celem jest ochrona miasta przed powodziami.
Tereny górskie znajdują się w obrębie Parku Krajobrazowego Lasu Sławkowskiego.

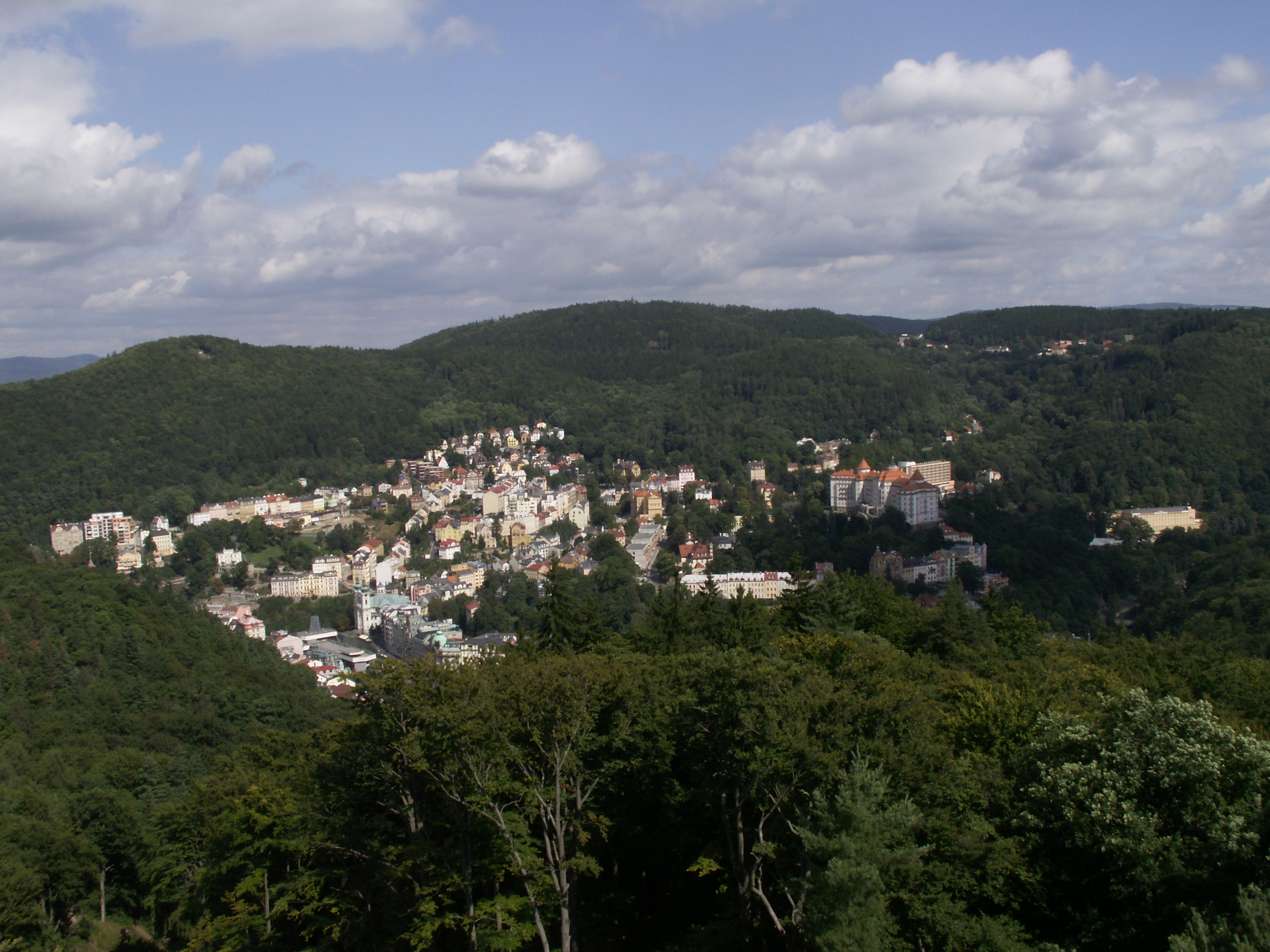
Widok na miasto i otaczające je góry
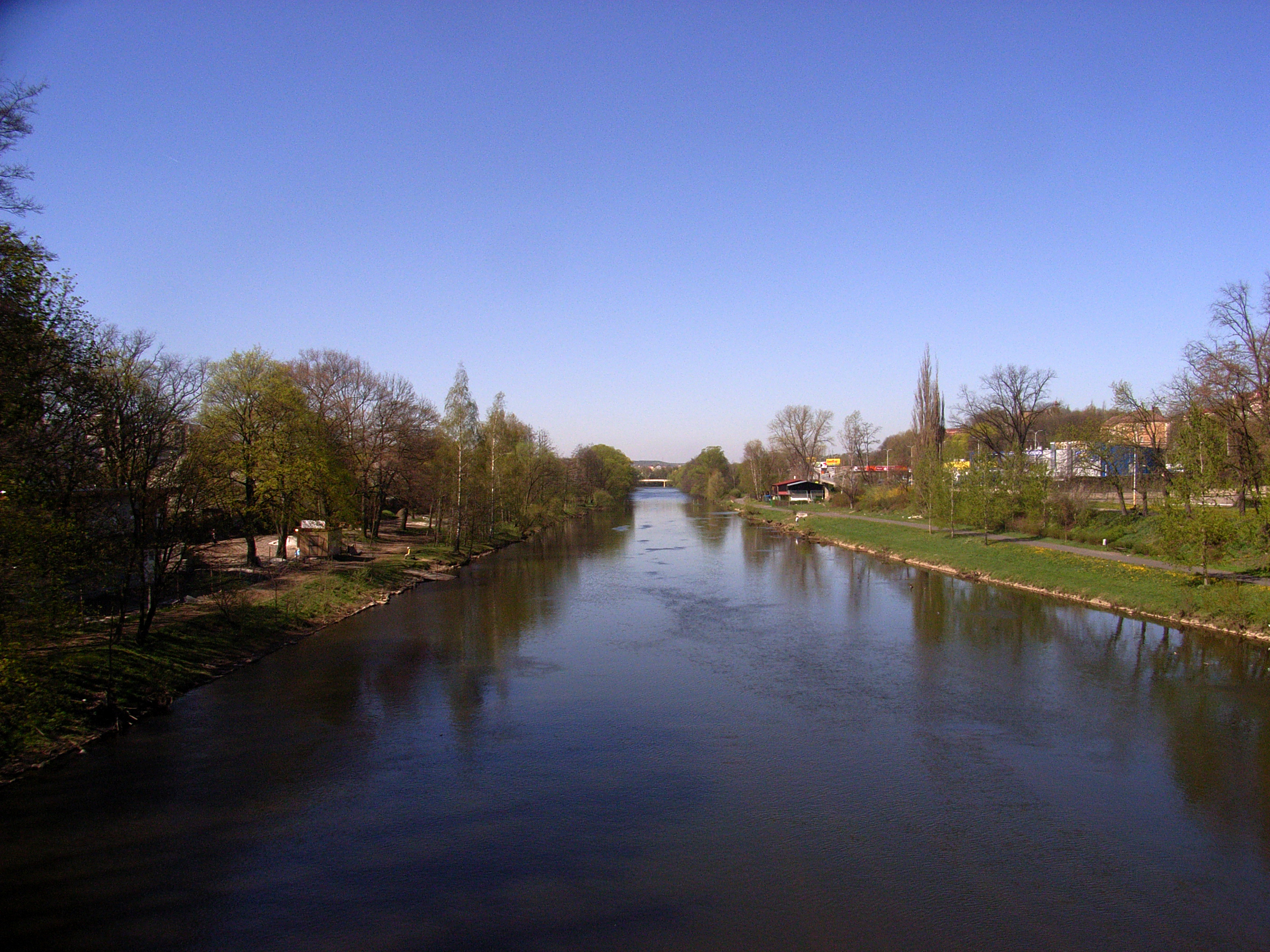
Ohrza
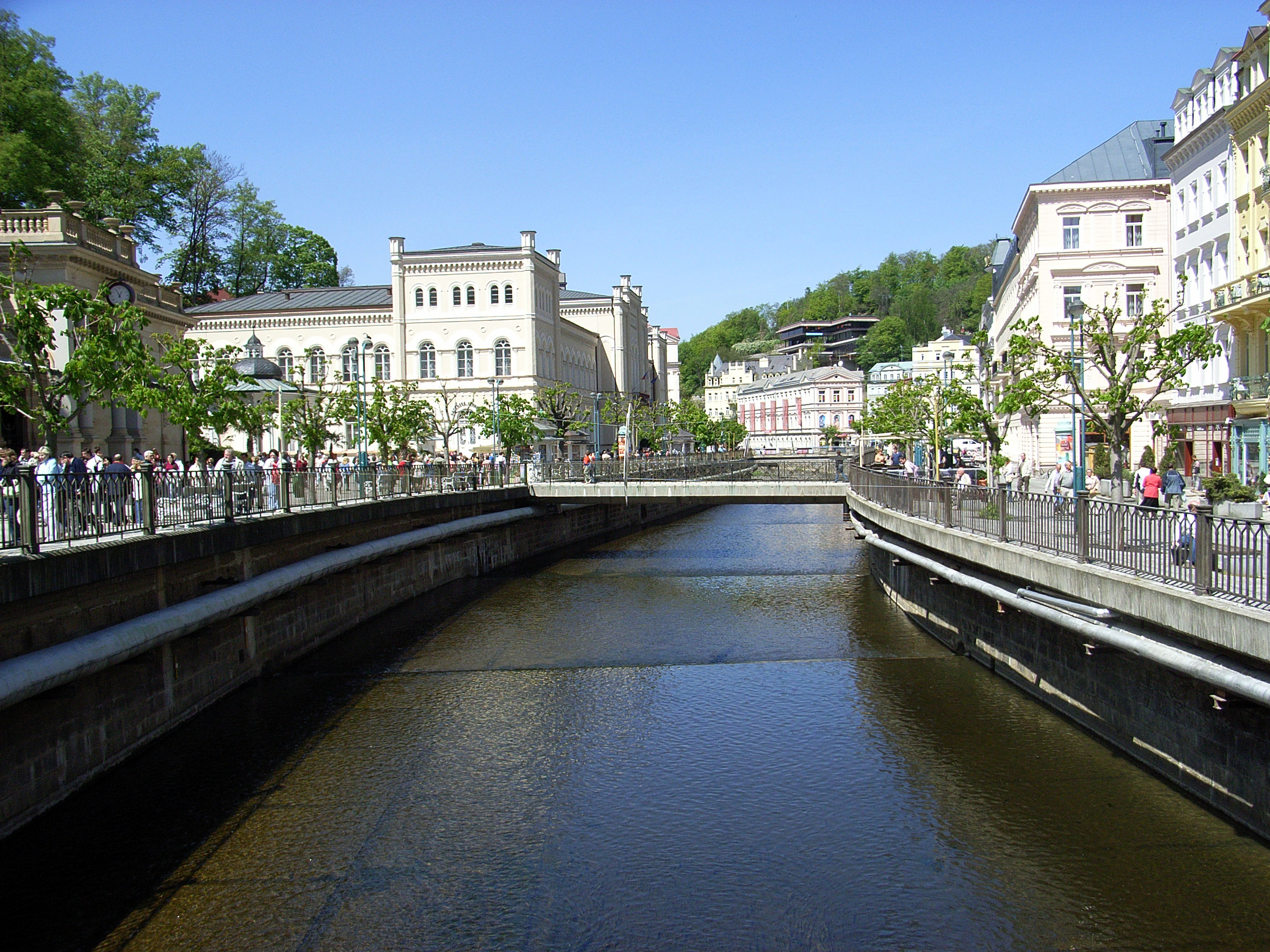
Teplá

## Dzielnice

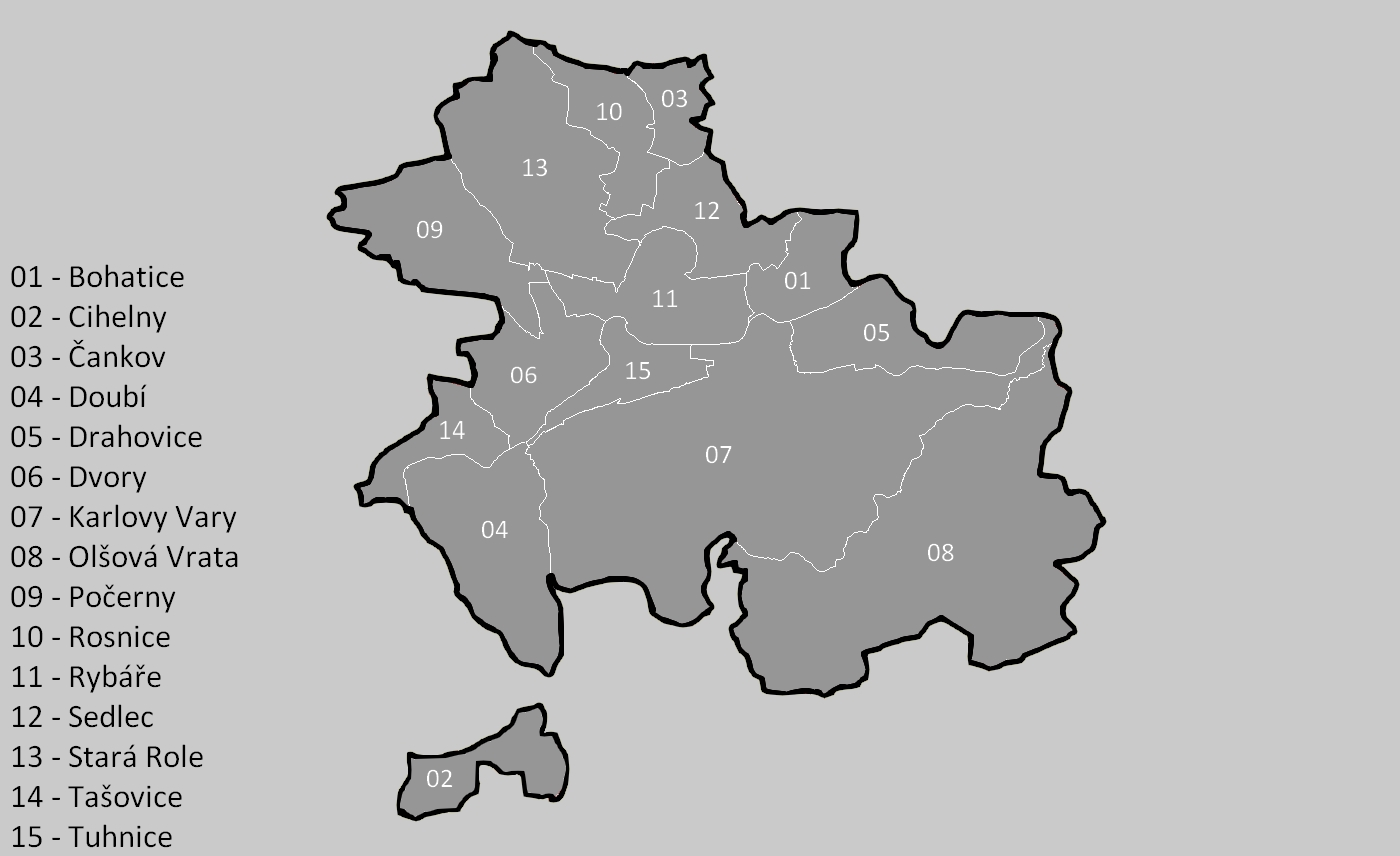
Podział administracyjny Karlowych Warów

Karlowe Wary składają się z piętnastu dzielnic:
- Karlowe Wary (Karlovy Vary) – śródmieście
- Bohatice
- Cihelny
- Čankov
- Doubí
- Drahovice
- Dvory
- Hůrky
- Olšová Vrata
- Počerny
- Rosnice
- Rybáře
- Sedlec
- Stará Role
- Tašovice
- Tuhnice

## Gospodarka
W mieście rozwinął się przemysł porcelanowy, szklarski oraz spożywczy.

## Historia

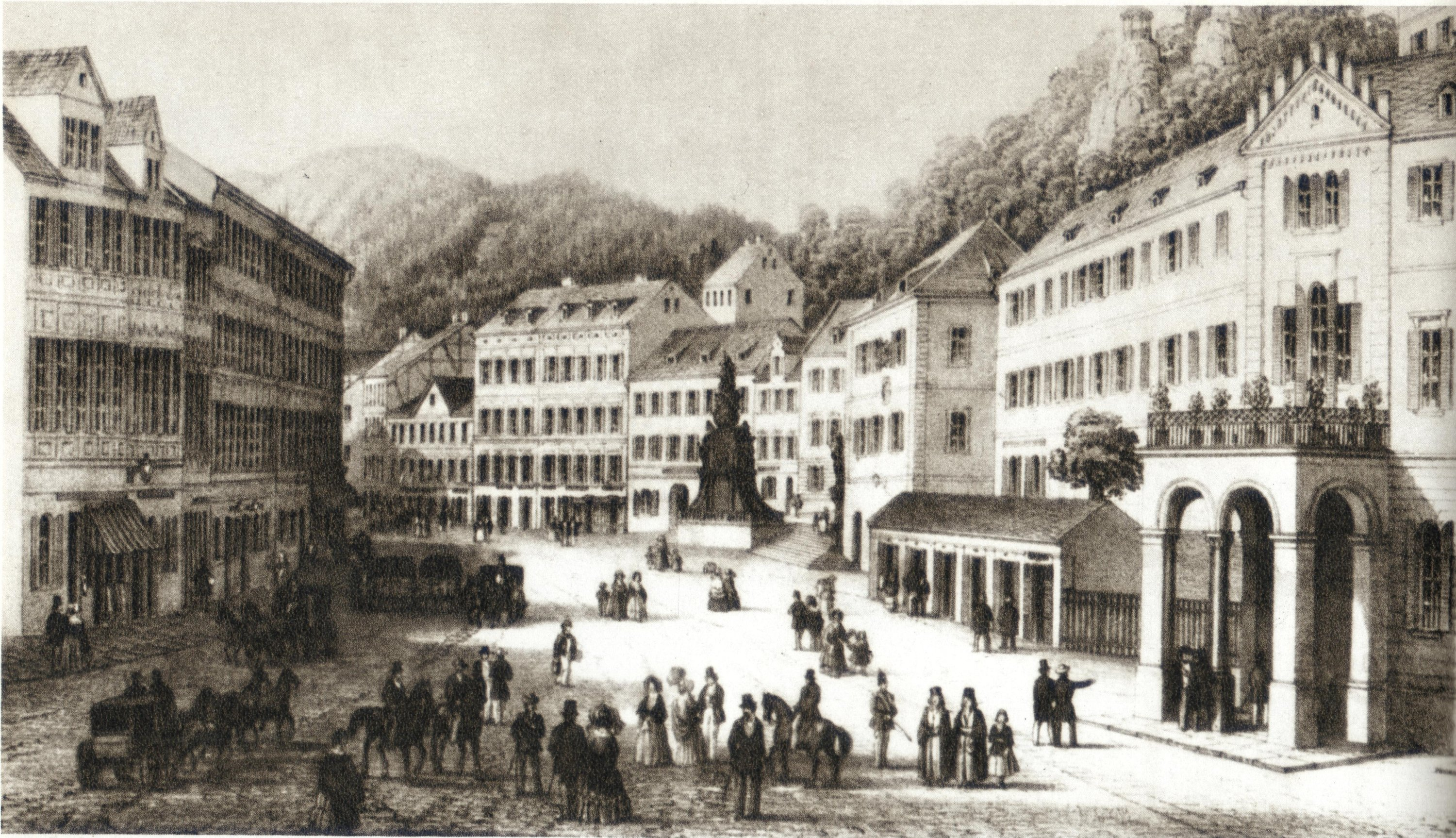
Rynek w połowie XIX w

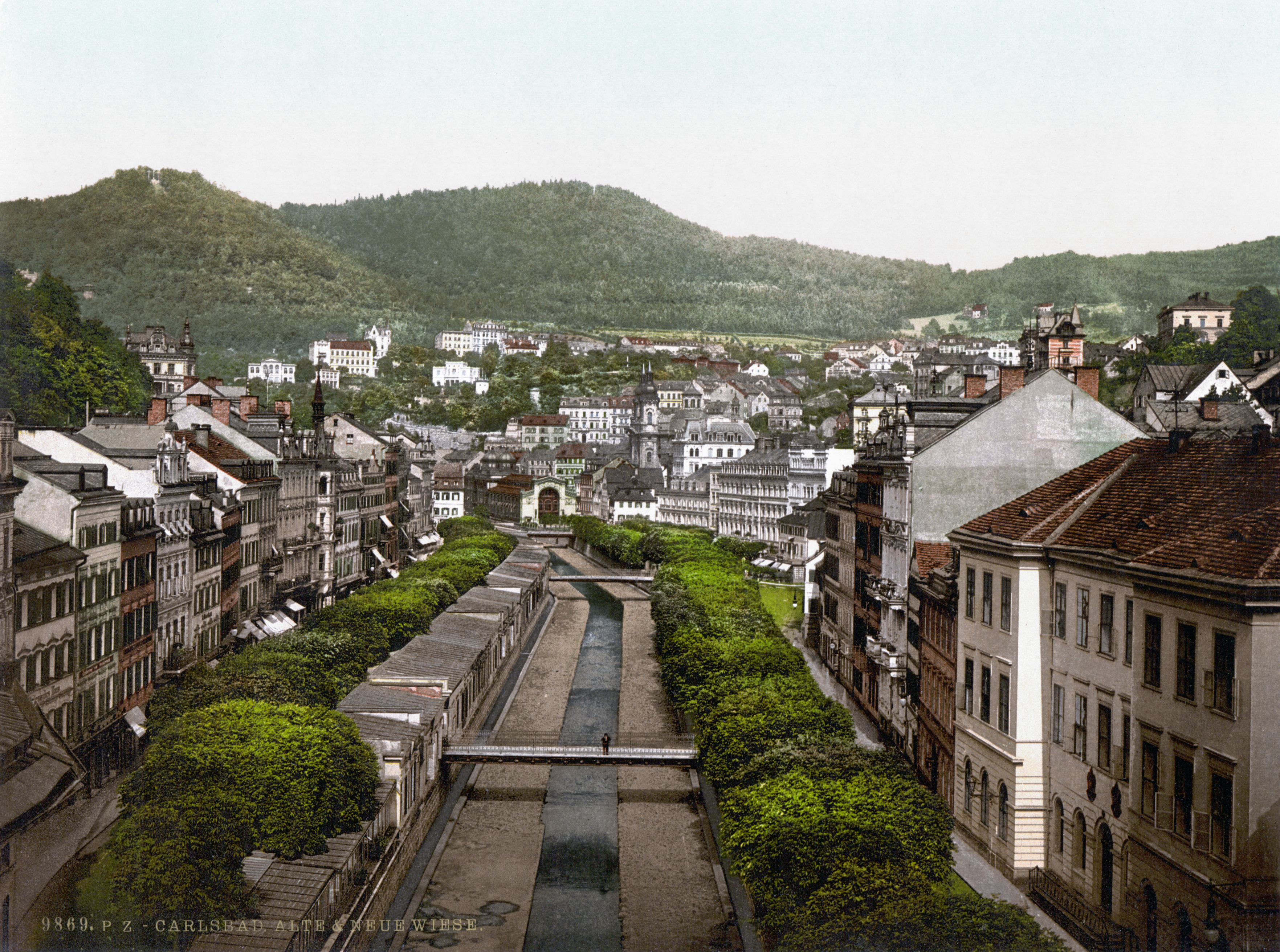
Promenada nad Teplą ok. 1900

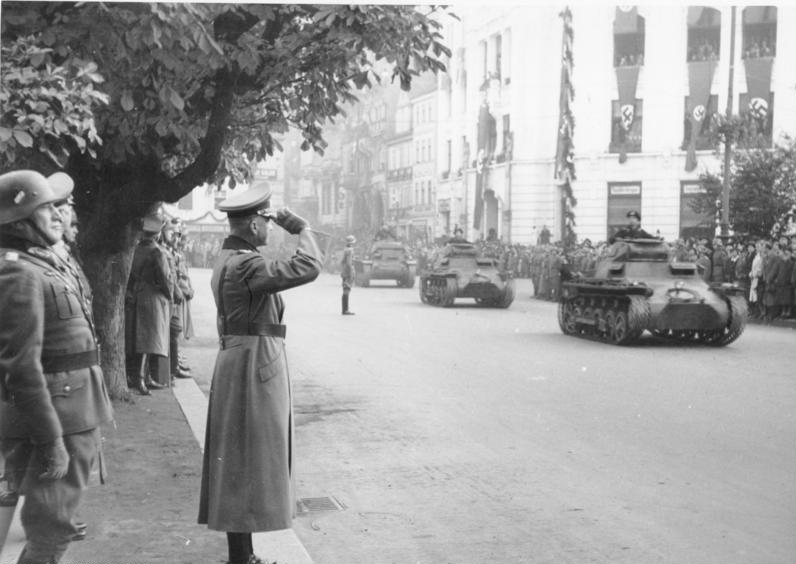
Wkroczenie wojsk niemieckich w 1938

Historia Karlowych Warów rozpoczyna się w 1350, kiedy przyszły cesarz Karol IV postanowił przy odkrytym nad rzeką Teplá, w lasach łokieckich, gorącym źródle założyć osadę nazwaną Gorące Łaźnie koło Łokci, przemianowaną potem od imienia Karol (Karl) na Karlowe Wary. Dwadzieścia lat później, 14 sierpnia 1370, ten sam cesarz nadał miejscowości prawa miejskie.
W 1522 w Lipsku lekarz Václav Payer wydał pierwszą specjalistyczną książkę o właściwościach leczniczych wód bijących z karlowarskich źródeł. Wkrótce jednak nadszedł kres świetności miasteczka – w 1582 doszło do wielkiej powodzi, a podczas pożaru w 1604 spłonęło 99 spośród 102 budynków. W 1618 wybuchła wojna trzydziestoletnia, co spowodowało drastyczne zmniejszenie się liczby kuracjuszy. Karlowarczanie musieli znaleźć inne źródła dochodów – rzemiosło.
Odrodzenie Karlowych Warów jako uzdrowiska przyniósł wiek XVIII. Wśród odwiedzających miasto najliczniejszą grupę stanowiła szlachta saska, polska i rosyjska. Duże znaczenie dla popularyzacji uzdrowiska, przede wszystkim wśród Rosjan, miał – w latach 1711–1712 – dwukrotny pobyt cara Piotra Wielkiego. W roku 1707 Karlowe Wary uzyskały status wolnego miasta królewskiego.
Odbudowa miasta po katastrofalnym pożarze z 1759 r., który zniszczył większość drewnianych budynków, była zapowiedzią wielkich przemian, które miały nastąpić sto lat później. Powstały wtedy m.in. Grandhotel Pupp, teatr i Kolumnada Zdrojowa (wszystkie przebudowane w XIX wieku). Zbudowane na nowo uzdrowisko szybko przyciągnęło klientelę, głównie z Królestwa Prus i innych krain niemieckich. Byli wśród nich książęta, bogata szlachta oraz czołowe postacie nauki i sztuki. M. in. w sierpniu 1786 r. przebywali tu książę saski Karol August, poeta Johann W. von Goethe (który pracował tu nad pierwszym, ośmiotomowym wydaniem swoich pism), filozof i pisarz Johann Gottfried Herder z żoną Karoliną oraz dama saskiego dworu Charlotte von Stein.
W połowie XIX w. Łucja Rautenstrauchowa w swym reportażu pt. „Miasta, góry i doliny” (t. 1, 1844) przeciwstawiała bogaty, megalomański Karlsbad biedzie otaczających go wsi, a także znacznie spokojniejszemu i kameralnemu uzdrowisku w Marienbadzie. Pisząc ...o Karlsbadzie, którego sława krańców, można mówić, Europy doszła (…) dodawała, że jawił się on jej jako ...zjazd wszystkich bogaczy świata, cel wszystkich świetnych elegantek, miejsce, gdzie złoto potokiem płynie (…), gdzie panują ...uczty świetne, zgiełk, hałas, zabawy i wszelkie rozkosze, jakie świat niesie próżności, a których ostentacya i rozrzutność pierwszemi są warunkami. Nawiązując do faktu, że w uzdrowisku często spotykali się mniej lub bardziej dyskretnie czołowi politycy z różnych państw i obozów, dodawała przewidująco: Skaliste ściany tego ciasnego wąwozu, nawykły równie do zwierzeń miłosnych, jako i do sporów, gdzie o losy krajów się ścierano, nieraz zapewne jeszcze udzielą swego tajemnego cienia miłosnej parze lub dyplomatycznej głowie.
W 1807 Jan Becher rozpoczął produkcję likieru Becherovka – w późniejszych latach najsłynniejszego karlowarskiego wyrobu. Największym zakładem przemysłowym, który powstał w XIX-wiecznym mieście, była utworzona w 1857 huta szkła Moser, specjalizująca się w ręcznej produkcji kryształu bez dodatku ołowiu, która w ciągu 20 lat istnienia dorobiła się statusu dostawcy dworu wiedeńskiego, a także przedstawicielstw handlowych w Ameryce (obecnie przy hucie funkcjonuje muzeum).
Ważnym wydarzeniem było powstanie w 1870 linii kolejowej Karlowe Wary – Cheb, a rok później Karlowe Wary – Chomutów. Spowodowało to znaczny wzrost liczby gości, odwiedzających Karlowe Wary. Pod koniec XVIII wieku było to kilkaset osób rocznie, natomiast w 1872 r. anonimowy korespondent efemerycznego tygodnika „Zdrojowiska” donosił: Osób w ogóle bawi tutaj 5,600. O mieszkania bardzo trudno; znalazłem, że są obecnie dwa  razy droższe niż były przed trzema laty. Do zdrojów trudno się dostać, taki natłok. Trzeba faire la queue, jak mówią francuzi, i czekać pół godziny zanim można swój kubek napełnić. Między cudzoziemcami, rosyanie zajmują pierwsze miejsce tak pod względem liczby jak i znakomitości. Między innemi bawi tutaj książę Szuwałow, naczelnik tajnej kancelaryi i żandarmeryi w Cesarstwie, ks. Golicyn, hr. Rüdiger i pewien panflecista — publicysta rosyjski, a radca stanu, którego obecnie w Rosyi, nie przymierzając, jak djabła się boją (...) Z polaków bawi tutaj hr. Maurycowa Potocka z córką, hr. Konstatnty Branicki, hr. Ostrowski (syn b. dyrektora kom. sprawiedliwości). Kongresówka i Warszawa dostarczyła dość znaczny zastęp gości. Z Galicyi bawi nie więcej jak 10 osób.
W latach 80. XIX wieku liczba gości wynosiła już rocznie 21 tys., a tuż przed I wojną światową – 70 tys. Pociągnęło to za sobą olbrzymi boom budowlany, który całkowicie zmienił oblicze miasta. Większość XVIII-wiecznych budynków została zburzona, a na ich miejscu powstały setki nowych kamienic i willi, liczne gmachy publiczne, domy zdrojowe i kolumnady, tworzące unikatowy na skalę światową zespół architektoniczny. Wielki wpływ na wygląd miasta miała spółka Ferdynanda Fellnera i Hermana Helmera, według projektów której powstało 20 ważnych obiektów (jak np. nowy Grandhotel Pupp, Łaźnie Cesarskie czy Kolumnada Sadowa).
W latach międzywojennych liczba gości nie osiągała już takich poziomów, jak tuż przed I wojną światową. Liczba miejsc noclegowych już nie rosła, lecz znacząco wzrósł ich komfort i ogólny poziom usług, co mocno przyciągało bogatą klientelę z całej Europy. Większość stanowiła wśród nich szlachta i arystokracja, bogaci posiadacze ziemscy, przemysłowcy, wysocy urzędnicy państwowi. W 1929 r. powstało w Karlowych Warach międzynarodowe lotnisko. W 1930 roku na 63,9 tys. gości uzdrowiska 73,2% stanowili przybysze zza granicy (w całej ówczesnej Czechosłowacji wyższy procent – 87,7 – zanotowały w tym roku tylko Mariańskie Łaźnie).
W 1938 miasto jako część Kraju Sudetów znalazło się w granicach III Rzeszy. Koniec II wojny światowej przyniósł tragiczne wydarzenia. W wyniku trzykrotnych bombardowań przez brytyjskie lotnictwo w 1944 i 1945 całkowicie zniszczone zostały oba dworce kolejowe, a także znaczna część dzielnicy Rybáře.
Tuż po wojnie dokonano wysiedlenia 20 tys. Niemców zamieszkujących Karlowe Wary (całe miasto miało 50 tys. mieszkańców). Bardzo negatywnie na mieście odbiła się także nacjonalizacja wszystkich obiektów uzdrowiskowych, sanatoriów, hoteli itd. W 1946 odbyła się pierwsza edycja Międzynarodowego Festiwalu Filmowego.

## Uzdrowisko

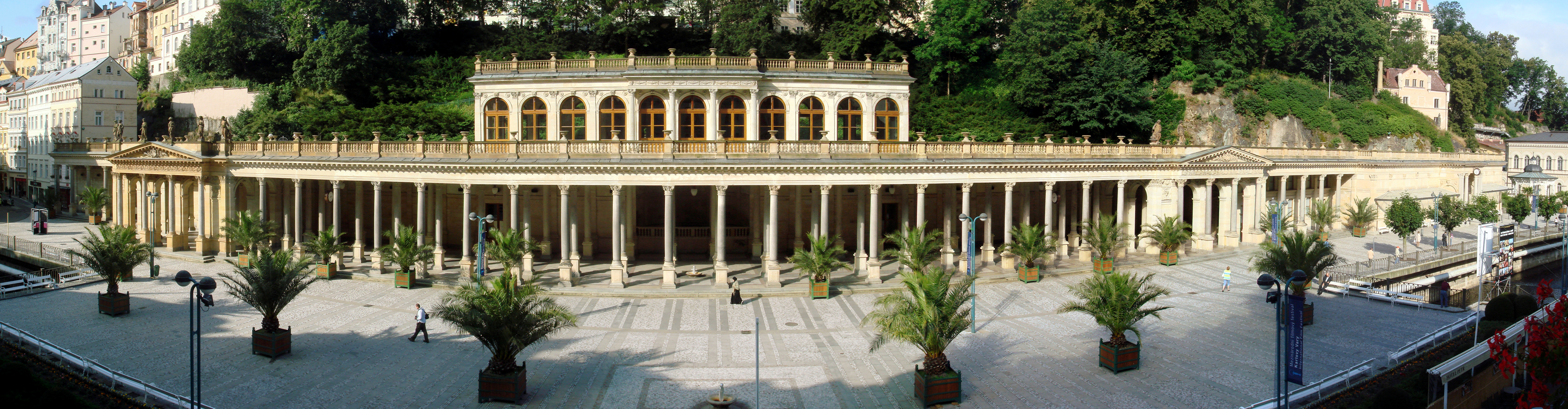
Największa spośród kolumnad – Młyńska

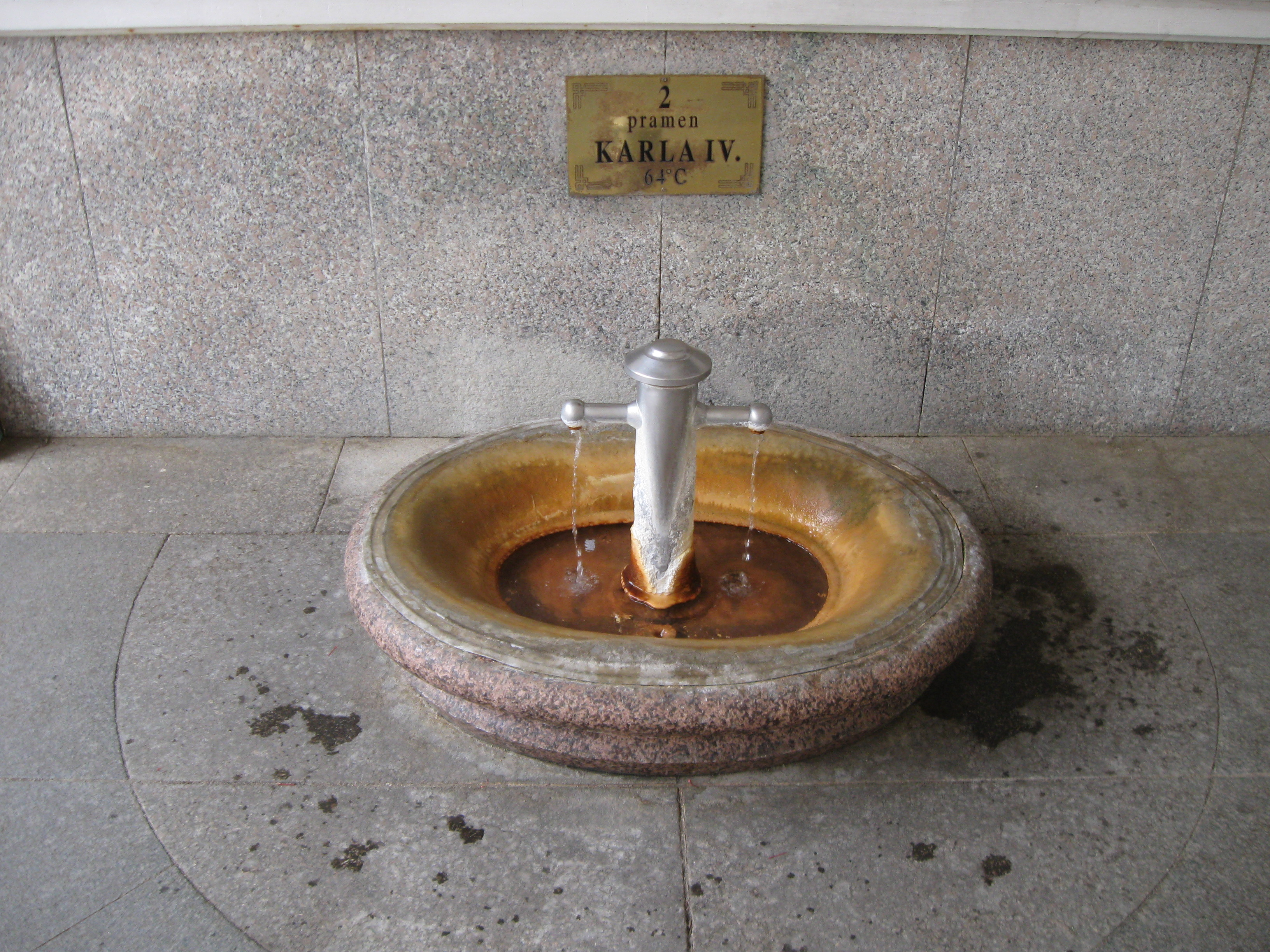
Jedno z bijących w centrum źródeł – Karola IV w Kolumnadzie Targowej

Karlowe Wary są światowej sławy uzdrowiskiem. Znajduje się tu 79 gorących źródeł, z których bije woda mineralna o właściwościach leczniczych powstająca w granitowych skałach macierzystych na głębokości ok. 2 km pod ziemią. Temperatura karlowarskich wód waha się między 41 a 73 °C. 13 źródeł, bijących w centrum miasta, jest ujęte w specjalnie wybudowanych kolumnadach, czyli odpowiednikach polskich pijalń wód. Takich kolumnad jest w mieście pięć:
- Sadowa
- Targowa
- Młyńska
- Zamkowa
- Zdrojowa

Wody są wykorzystywane do leczenia schorzeń układu pokarmowego, problemów z metabolizmem, cukrzycy, otyłości, paradontozy, chorób układu ruchu, neurologicznych, wątroby, trzustki i dróg żółciowych. Służą także pacjentom powracającym do zdrowia po chorobach onkologicznych. W Karlowych Warach znajdują się trzy domy zdrojowe, które oferują szereg zabiegów leczniczych, rehabilitacyjnych i relaksacyjnych, a także szereg sanatoriów i innych obiektów uzdrowiskowych.
W 2021 roku, podczas 44 sesji Komitetu Światowego Dziedzictwa, uzdrowisko w Karlowych Warach wraz z 10 innymi miejscami, zostało wpisane na listę światowego dziedzictwa UNESCO, jako część składowa transgranicznego wpisu „Wielkie miasta uzdrowiskowe Europy”.

## Architektura i układ przestrzenny

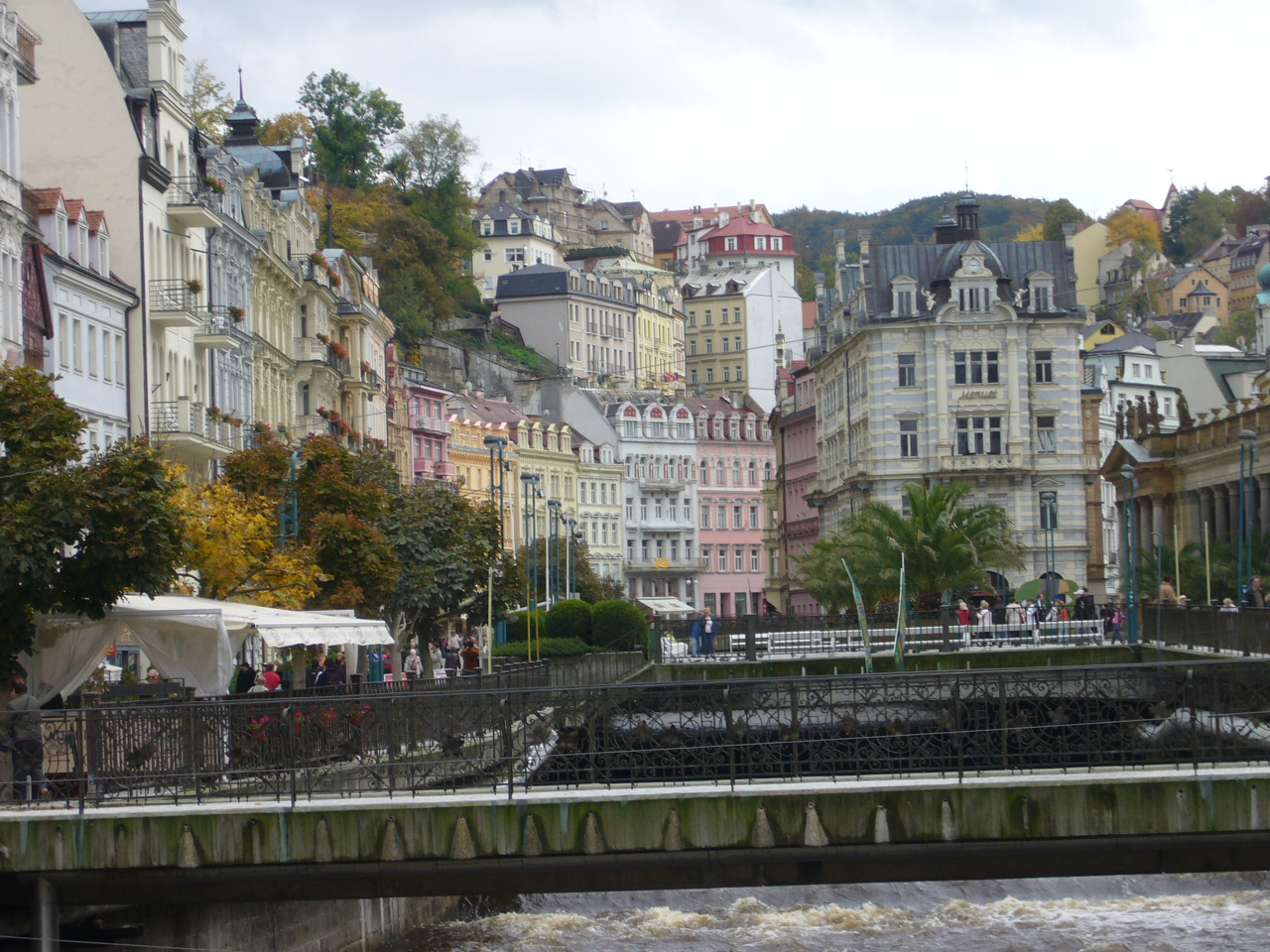
Teplá jako miejski kanał i charakterystyczna zabudowa „na kilku poziomach” w tle

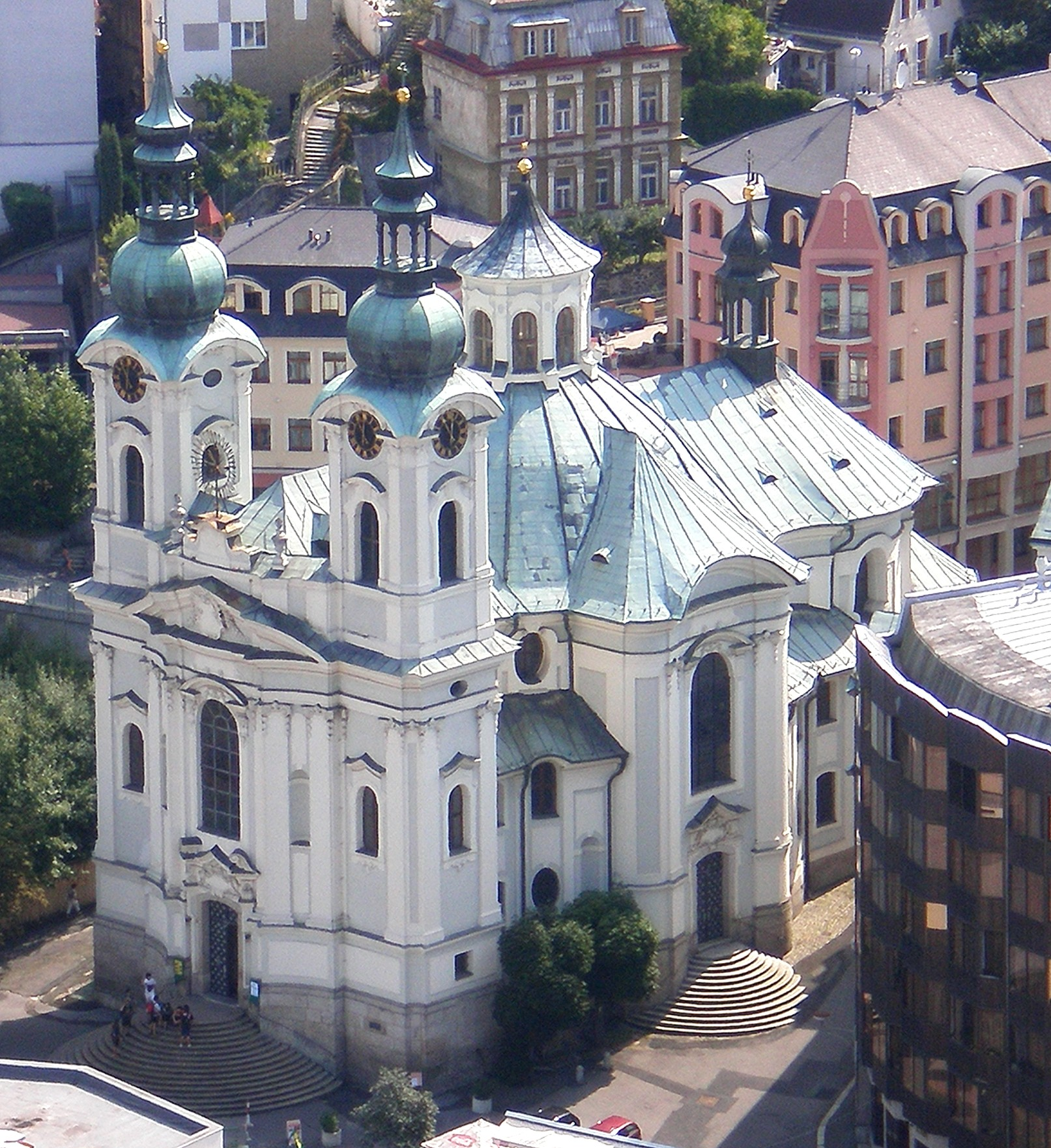
Kościół św. Marii Magdaleny

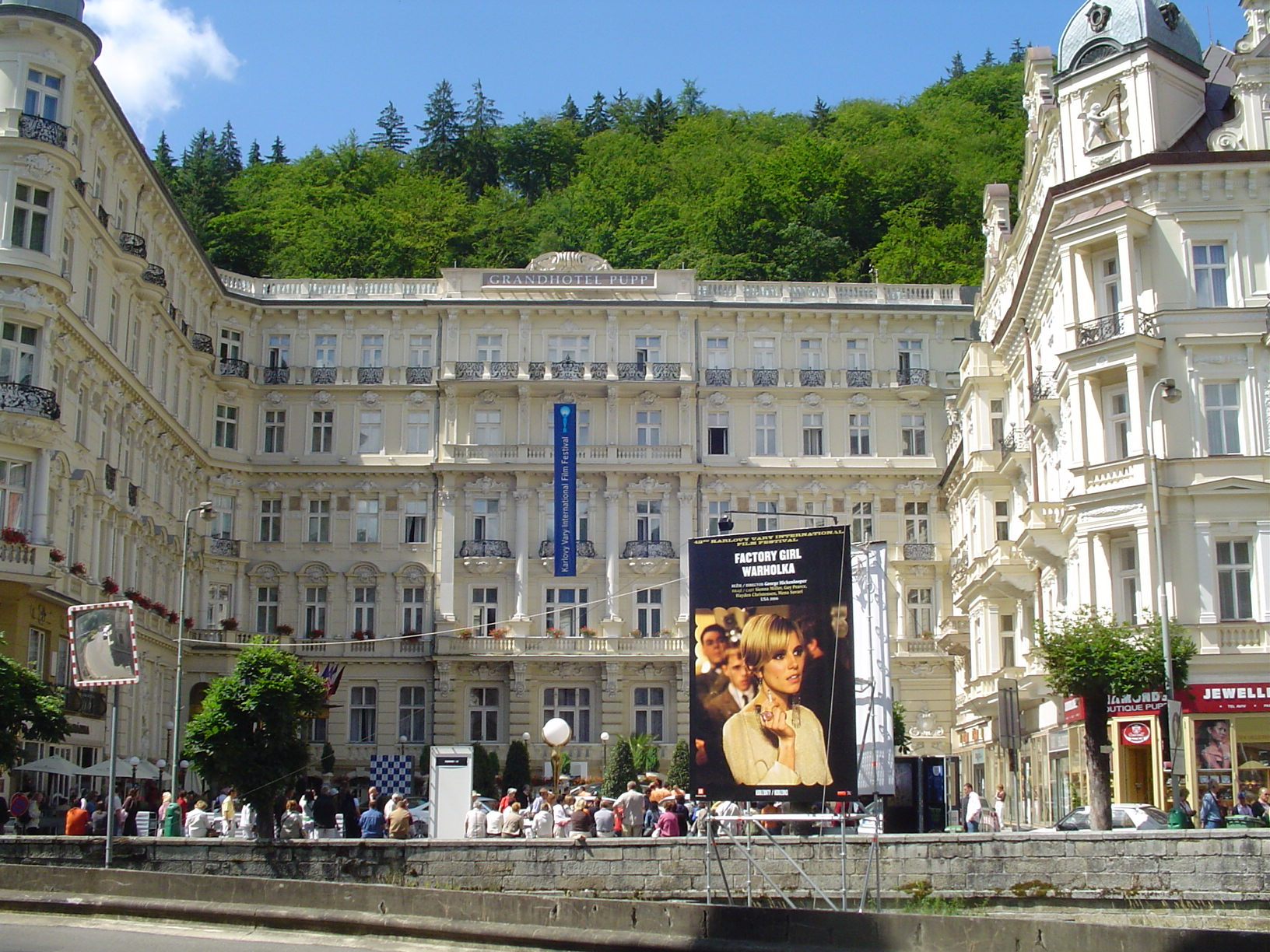
Grandhotel Pupp

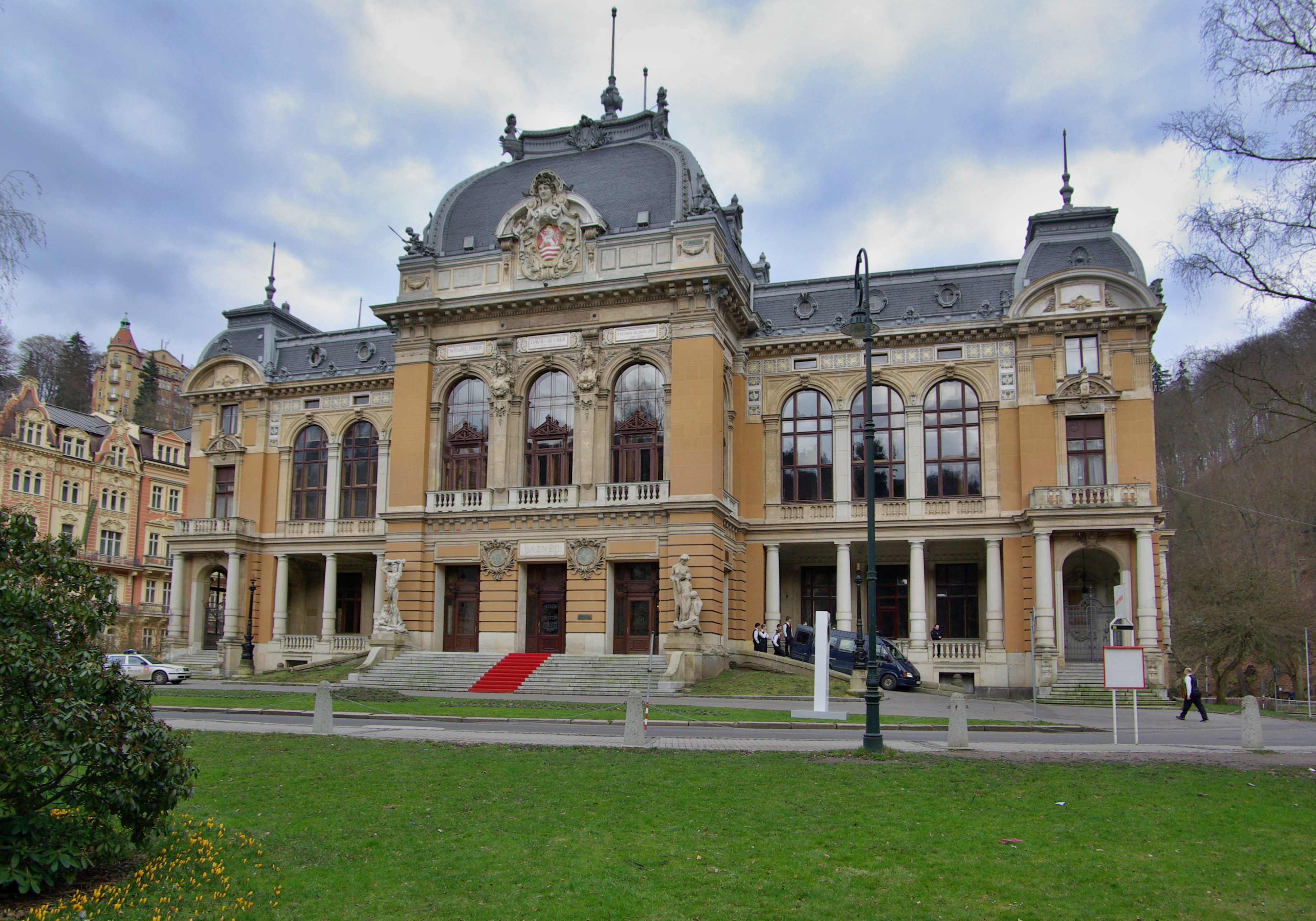
Dom zdrojowy Łaźnie I

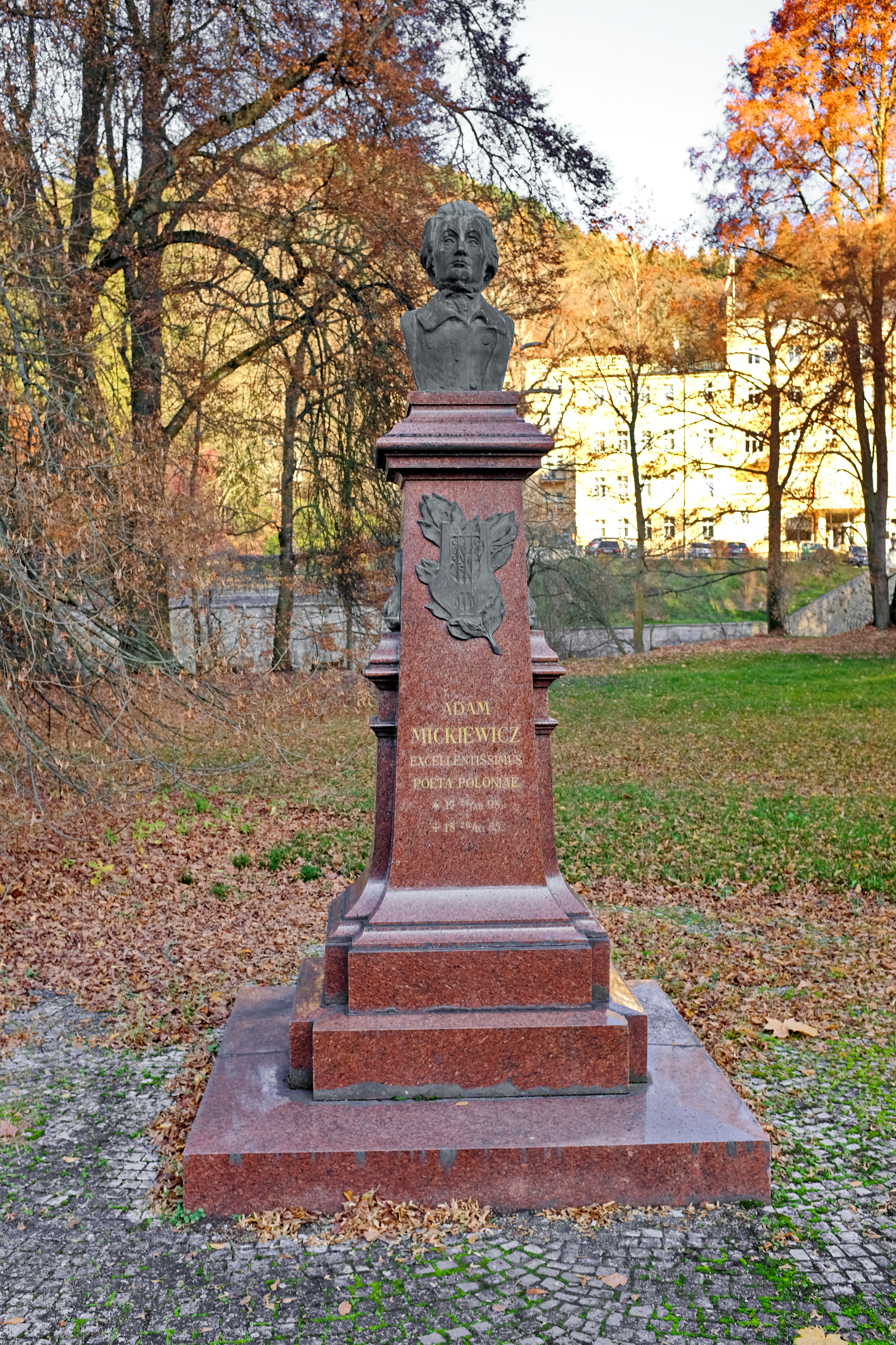
Pomnik Adama Mickiewicza

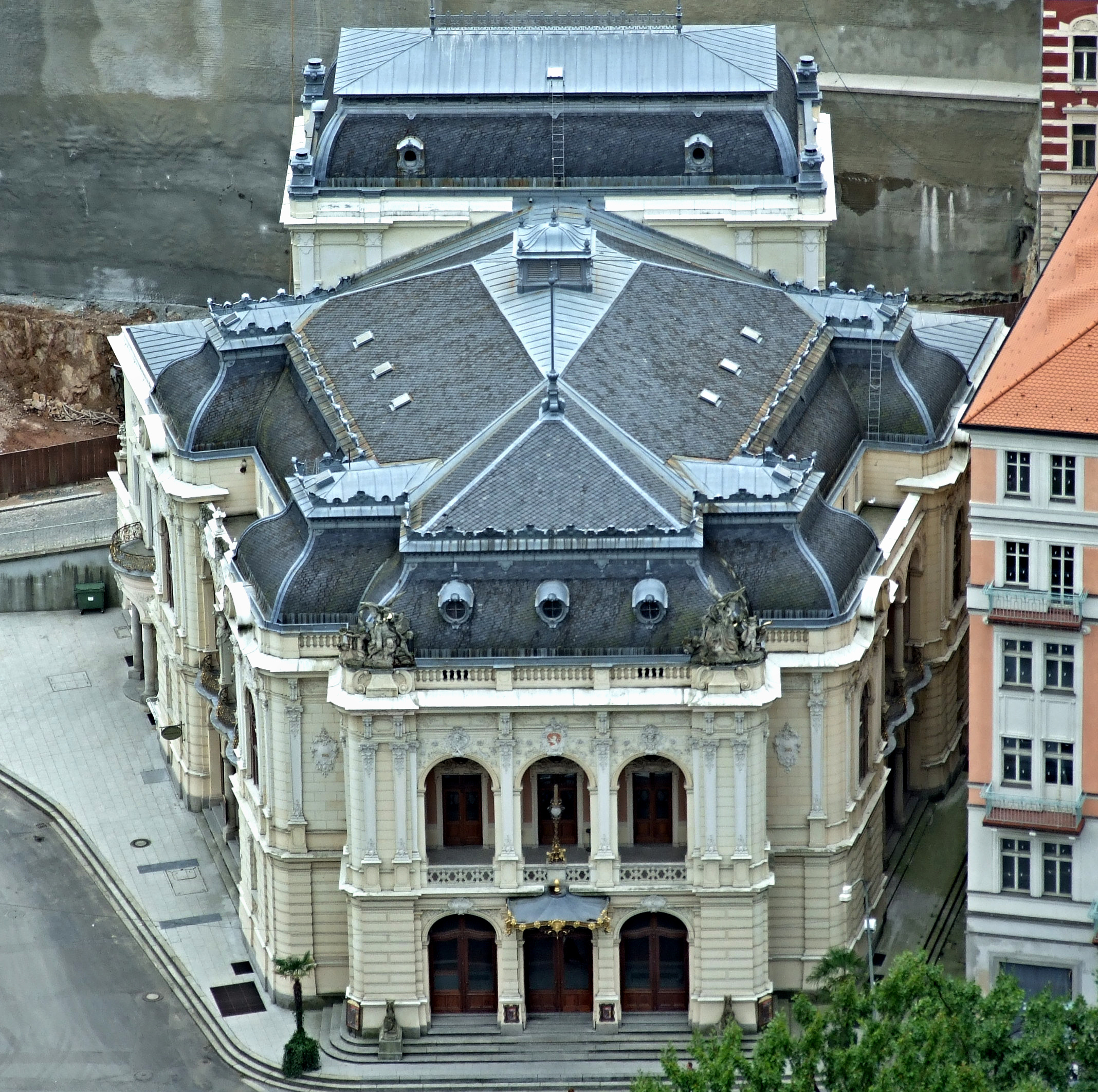
Teatr Miejski

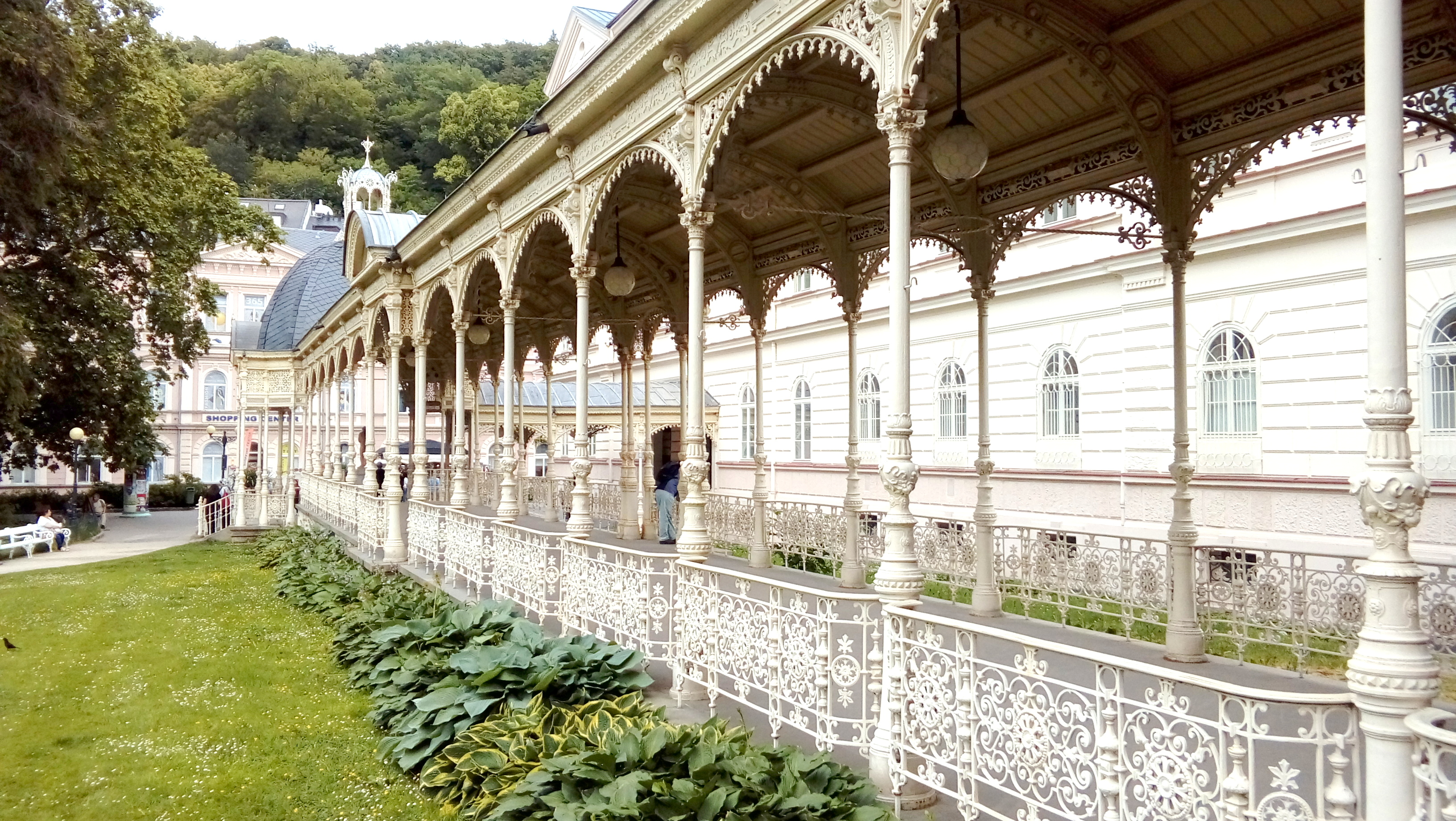
Sadová kolonáda (Żeliwna Kolumnada)

Śródmieście Karlowych Warów jest w zasadzie podzielone na dwie części – starszą położoną w wąskiej dolinie rzeki Teplej, obecnie uzdrowiskowo-turystyczną, i młodszą – powstałą w drugiej połowie XIX wieku – wzdłuż Ohrzy, obecnie będącą centrum gospodarczym i administracyjnym miasta.
Położenie pierwszej części w dolinie rzeki, powodujące ograniczone możliwości rozwoju przestrzennego, wymusiło częściową zabudowę górskich stoków. W efekcie spacerując po centrum miasta można odnieść wrażenie, że jest ono jakby „zbudowane na kilku poziomach” – znad dachów kamienic „wyrastają” następne, znad ich dachów kolejne... Sama rzeka ma olbrzymie znaczenie dla kształtu przestrzennego miasta zamieniając się w ścisłym centrum w miejski kanał, po obu brzegach którego biegnie promenada.
Historyczne centrum Karlowych Warów stanowi jedyny w swoim rodzaju zespół architektoniczny tworzony przez wielkomiejskie kamienice, wille, domy zdrojowe i kolumnady. Najliczniej reprezentowane są wszystkie odmiany historyzmu i secesja.
Do najważniejszych obiektów zabytkowych na jego terenie należą:
- gotycki kościół katolicki św. Andrzeja z ok. 1500
- barokowy kościół katolicki św. Marii Magdaleny z lat 1732–1736
- renesansowa wieża miejska (błędnie nazywana zamkową) z 1604
- barokowa kolumna św. Trójcy z 1716
- neorenesansowa Kolumnada Młyńska z 1881
- Kolumnada Sadowa w tzw. stylu szwajcarskim z 1881
- Kolumnada Targowa w tzw. stylu szwajcarskim z 1883
- secesyjna Kolumnada Zamkowa z 1913
- neobarokowy Grandhotel Pupp zbudowany w latach 1896–1907 (kręcono w nim sceny turnieju pokera w filmie o przygodach Jamesa Bonda – Casino Royale)
- secesyjny hotel Imperial z 1912
- eklektyczny dom zdrojowy Łaźnie I z 1895
- neogotycki dom zdrojowy Łaźnie III z 1866
- secesyjno-neobarokowy dom zdrojowy Łaźnie V zw. również Łaźniami Cesarzowej Elżbiety z 1906
- neorenesansowy Wojskowy Dom Zdrojowy z 1855
- barokowa kamienica Pod Złotym Wołem (hotel Petr) z 1706 – najstarsza kamienica w mieście
- eklektyczny zespół willowy Westend w rejonie ul. Piotra Wielkiego z końca XIX w.
- cerkiew prawosławna Świętych Piotra i Pawła z 1897
- neoromański kościół ewangelicki śś. Piotra i Pawła z 1856
- neogotycki kościół metodystyczny św. Łukasza z 1877
- neorenesansowa siedziba główna Becherovki z końca XIX wieku – siedziba produkującego likier przedsiębiorstwa i poświęcone mu muzeum (do 2009 również miejsce produkcji)
- neobarokowy Teatr Miejski z 1886
- pomnik Adama Mickiewicza z 1897/1947
- neobarokowa Poczta Główna z 1901
- neorenesansowy Dom Narodowy z 1901
- secesyjny gmach Czeskiej Kasy Oszczędności z 1906
- neobarokowy gmach Sądu Rejonowego z 1907
- empirowy gmach Muzeum Karlowarskiego z 1853
- secesyjny gmach Galerii Sztuki z 1912
- neobarokowy hotel Richmond z 1923
- secesyjna hala targowa z 1913

Ważniejsze zabytki znajdujące się poza śródmieściem to:
- zamek w Doubí z XIV w., wielokrotnie przebudowywany
- barokowy Zajazd Pocztowy przy drodze do Březovej z 1791
- neogotycka wieża widokowa im. Karola IV na Wierchu Południowym z 1876
- neoromańska wieża widokowa im. J.W. Goethego na Wzgórzu Wiecznej Młodości z 1899
- secesyjna wieża widokowa Doubská na Doubskiej Górze z 1905
- neoromańska wieża widokowa Diana na Wzgórzu Przyjaźni z 1914
- barokowy kościół katolicki św. Anny w Sedlcu z lat 1738–1745
- neoromański kościół katolicki Podwyższenia Krzyża Świętego w Rybářach z 1906
- neoromański kościół katolicki Wniebowstąpienia NMP w Starej Roli z 1909
- ruiny XIII-wiecznego kościoła katolickiego św. Leonarda na Doubskiej Górze
- ruiny późnogotyckiego XVI-wiecznego kościoła katolickiego św. Urbana w Rybářach

## Transport

### Transport kolejowy

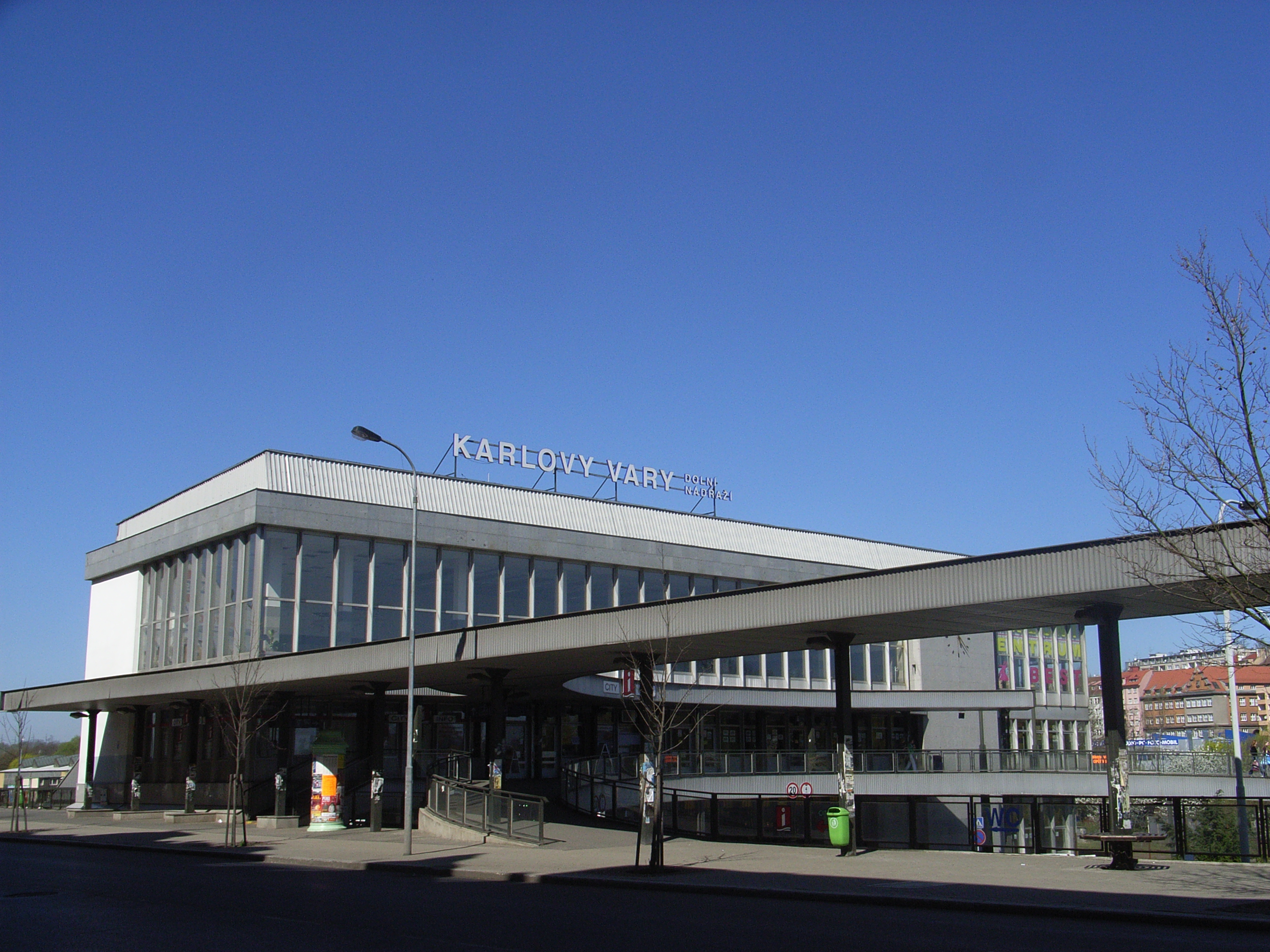
Dworzec kolejowy Karlowe Wary Dolne

Przez Karlowe Wary przebiega linia kolejowa:
- nr 140 z Chomutowa przez Ostrów, Karlowe Wary i Sokołów do Chebu

oraz jej trzy odnogi:
- nr 141 z Karlowych Warów przez Hroznětín do Merklína
- nr 142 z Karlowych Warów przez Nejdek do Johanngeorgenstadt
- nr 149 z Karlowych Warów przez Bečov nad Teplou do Mariańskich Łaźni

W mieście znajduje się siedem stacji kolejowych:
- Karlovy Vary (dworzec główny)
- Karlovy Vary dolní nádraží (Karlowe Wary Dolne)
- Karlovy Vary–Dvory (Karlowe Wary – Dvory)
- Doubí u Karlových Varů (Doubí koło Karlowych Warów)
- Karlovy Vary–Březová (Karlowe Wary – Březová)
- Cihelny
- Stará Role

### Transport drogowy

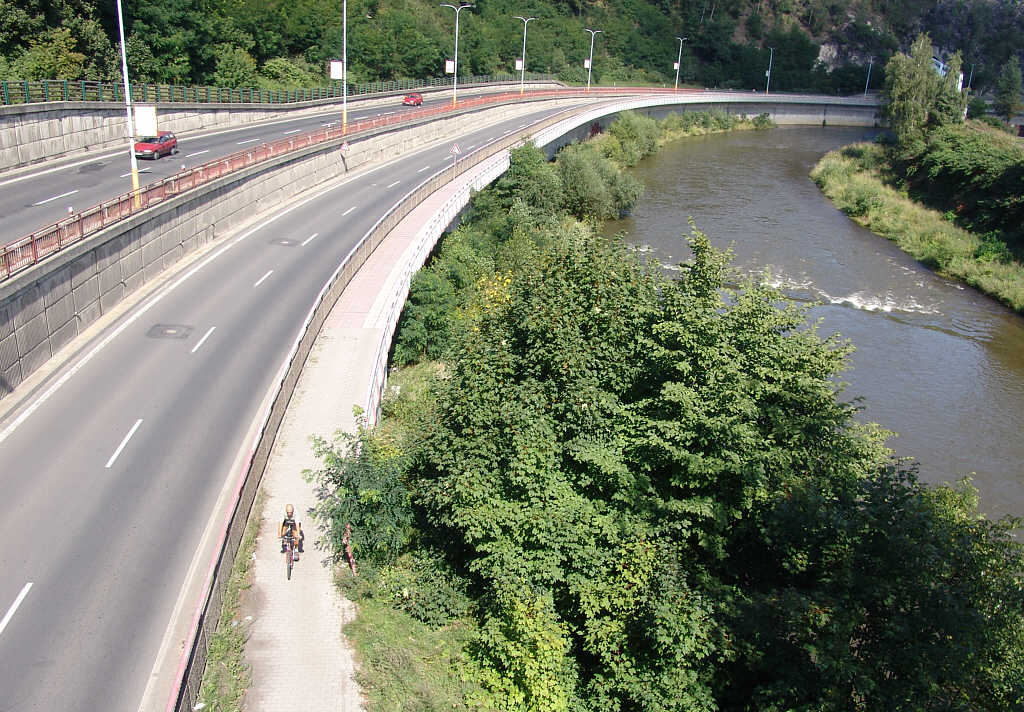
Droga krajowa nr 6

Przez Karlowe Wary przechodzą drogi:
- droga krajowa nr 6 – część E48 – łącząca Pragę przez Karlowe Wary i Sokołów z granicą niemiecką koło Chebu; jej odcinek w dzielnicach Tašowice, Dvory i częściowo Rybáře ma status autostrady D6
- droga krajowa nr 13 – część E442 – łącząca Karlowe Wary przez Chomutów, Most, Cieplice, Uście nad Łabą, Deczyn i Liberec z polską granicą w Zawidowie
- droga krajowa nr 20 – część E49 – łącząca Karlowe Wary przez Pilzno i Písek z Czeskimi Budziejowicami
- droga regionalna nr 220 łącząca Karlowe Wary z Nejdkiem
- droga regionalna nr 222 łącząca Jindřichovice przez Chodów i Karlowe Wary z miejscowością Kyselka

Kręgosłupem śródmieścia, głównym deptakiem jest ciąg: ul. T. Masaryka (T. G. Masaryka) – ul. Ogrodowa (Zahradní) – Bulwar Młyński (Mlýnské nábřeží) – ul. Uzdrowiskowa (Lázeňská) – Rynek (Tržiště) – pl. Teatralny (Divadelní nám.) – Stara Łąka (Stará Louka) – pl. Pokoju. (Nám. Míru). Z wyjątkiem ul. Ogrodowej i pl. Teatralnego jest on całkowicie wyłączony z ruchu.
Większa część śródmieścia tworzy strefę uzdrowiskową, która stanowi strefę ruchu uspokojonego.

### Komunikacja miejska
Na system komunikacji miejskiej w Karlowych Warach składa się przede wszystkim transport autobusowy. Po mieście kursuje 20 linii autobusowych, w tym 18 dziennych i dwie nocne. Oprócz tego istnieje kilkanaście linii specjalnych. Sercem karlowarskiej komunikacji jest przystanek dworcowy Hala Targowa (Tržnice) przy ul. Warszawskiej (Varšavská), gdzie zatrzymują się wszystkie linie zwykłe. Przewoźnikiem jest Przedsiębiorstwo Komunikacyjne Karlowe Wary (Dopravní podnik Karlovy Vary).
Uzupełnieniem komunikacji autobusowej są dwie koleje linowo-terenowe:
- podziemna kolej Imperial (zwana potocznie karlowarskim metrem) łącząca pl. Teatralny (Divadelní nám.) z ul. Libušina w rejonie hotelu Imperial; zintegrowana ze systemem komunikacji miejskiej
- naziemna kolej Diana łącząca ul. Mariańską (Mariánská) koło Grandhotelu Pupp ze Wzgórzem Przyjaźni, gdzie znajduje się wieża widokowa Diana; samodzielna

W latach 50. i 80. XX wieku istniały też poważne plany wprowadzenia komunikacji trolejbusowej.

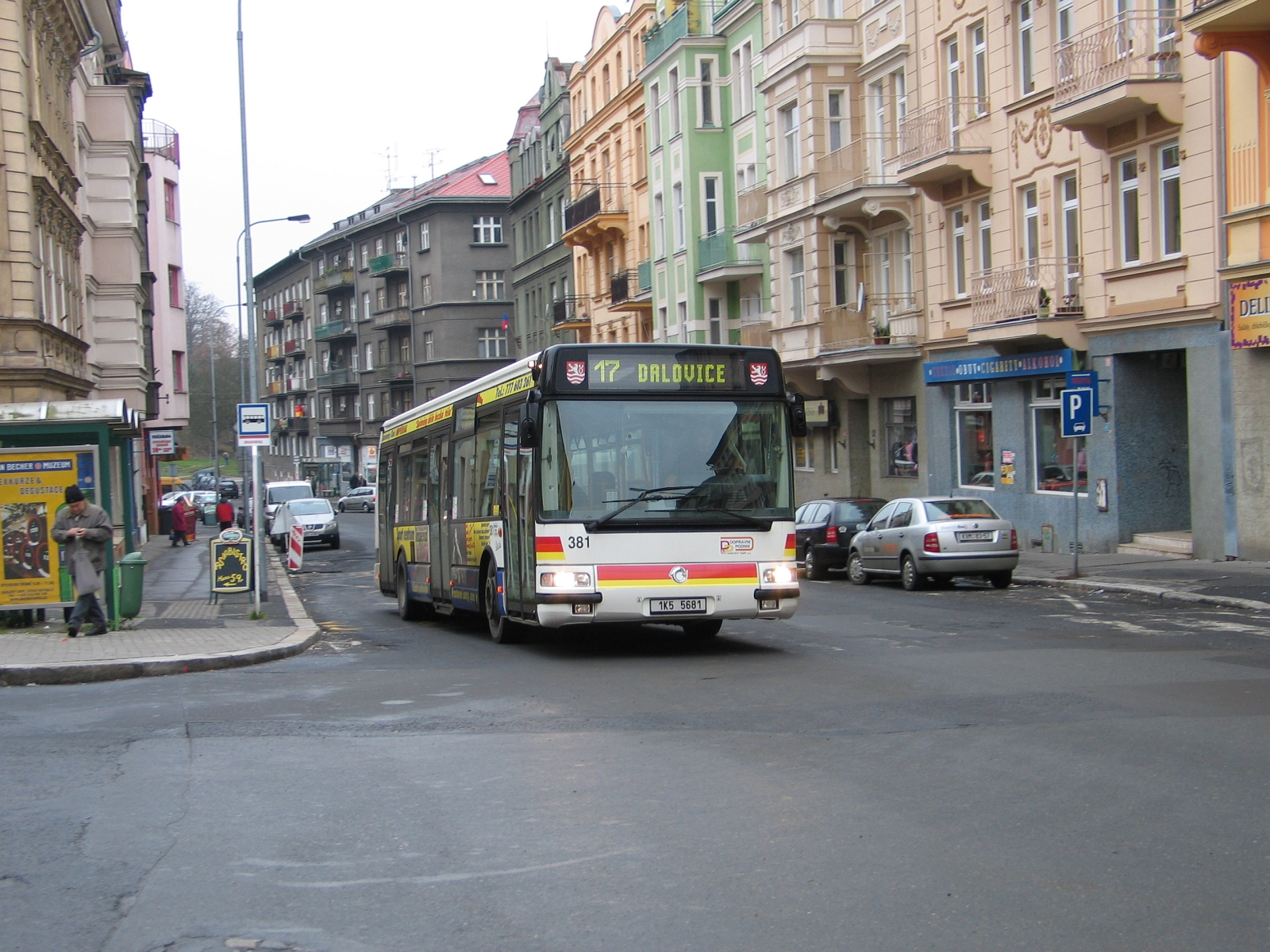
Autobus miejski
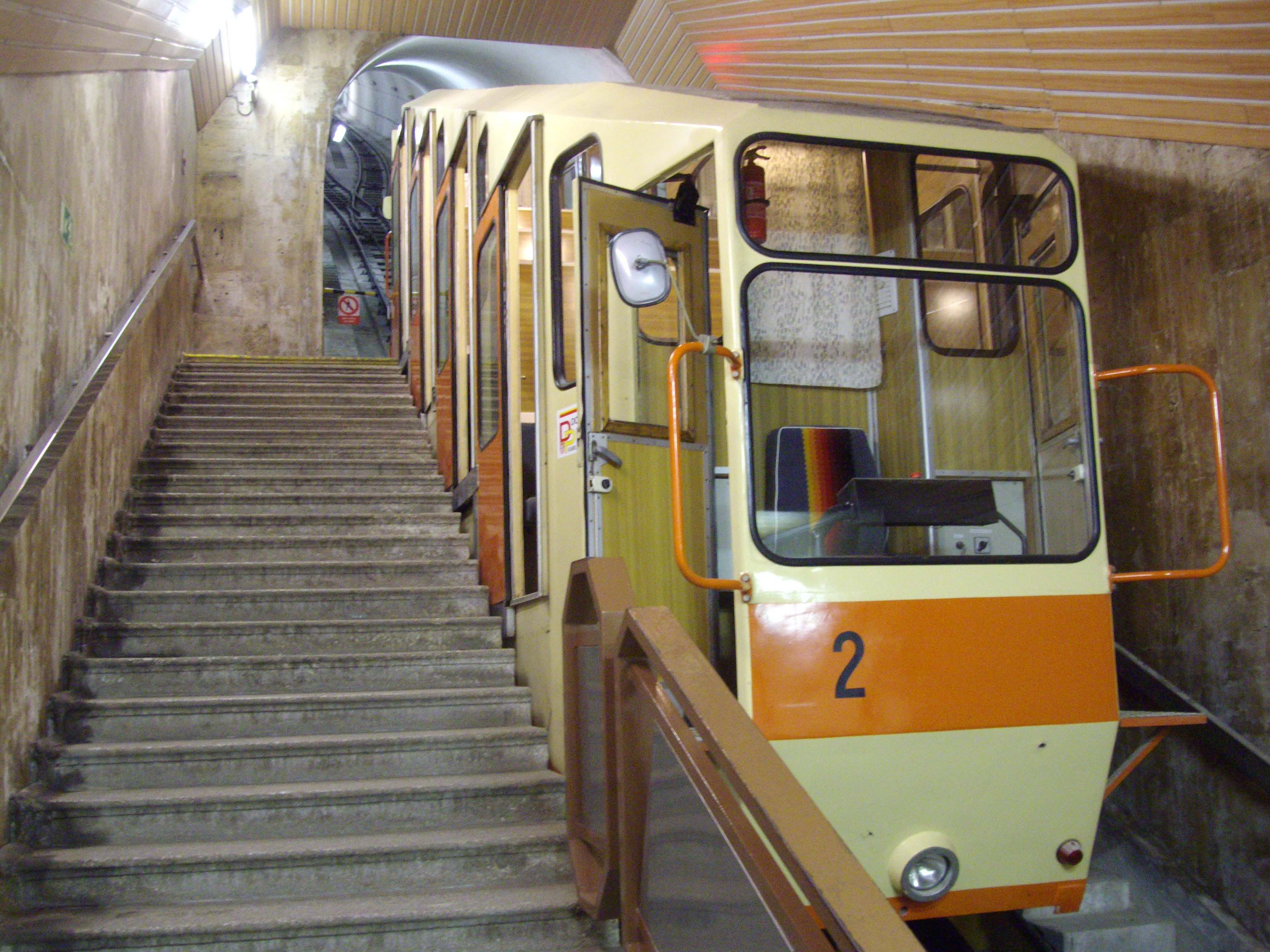
Wagon kolei linowo-terenowej Imperial
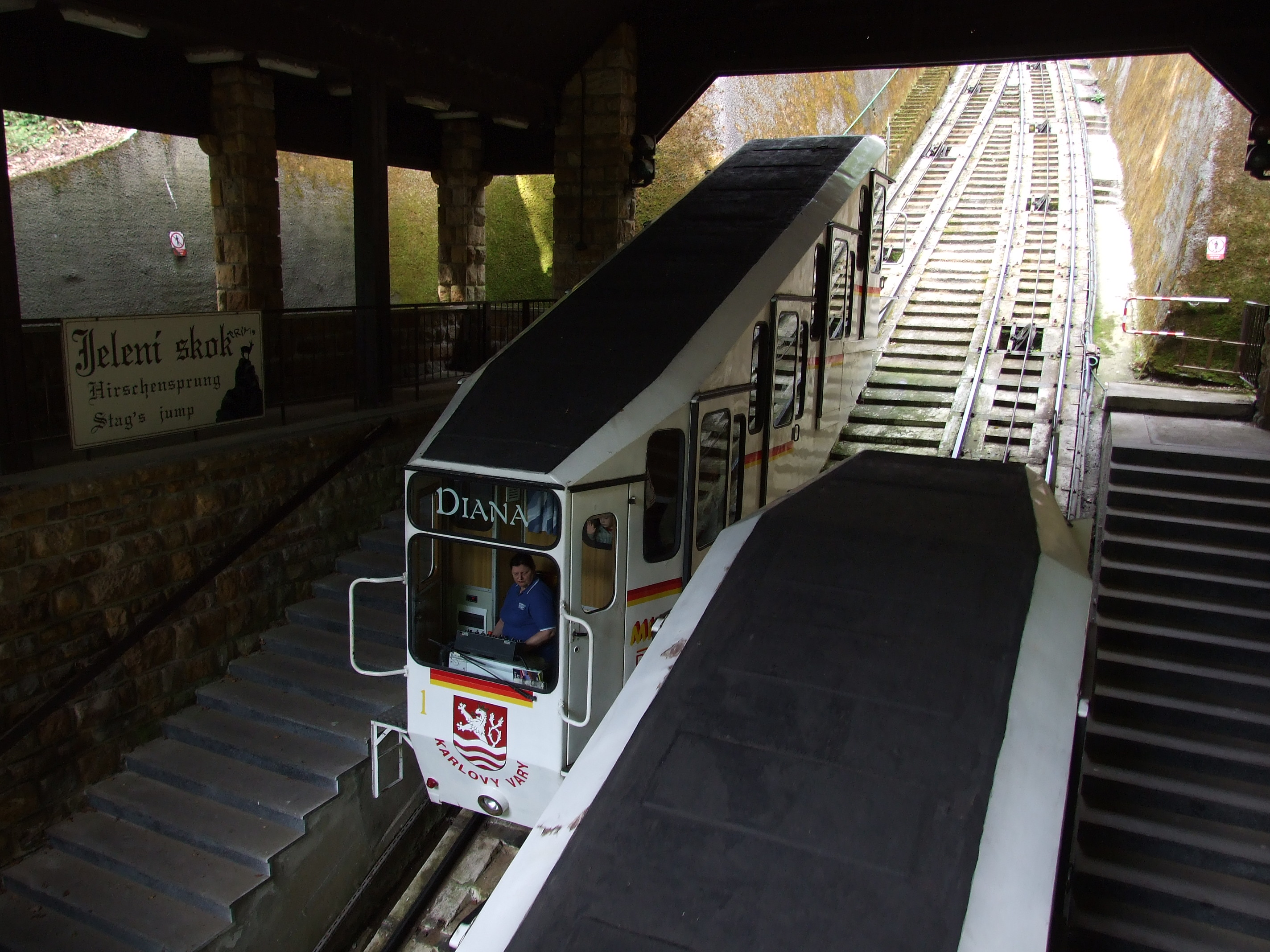
Wagon kolei linowo-terenowej Diana

### Transport lotniczy

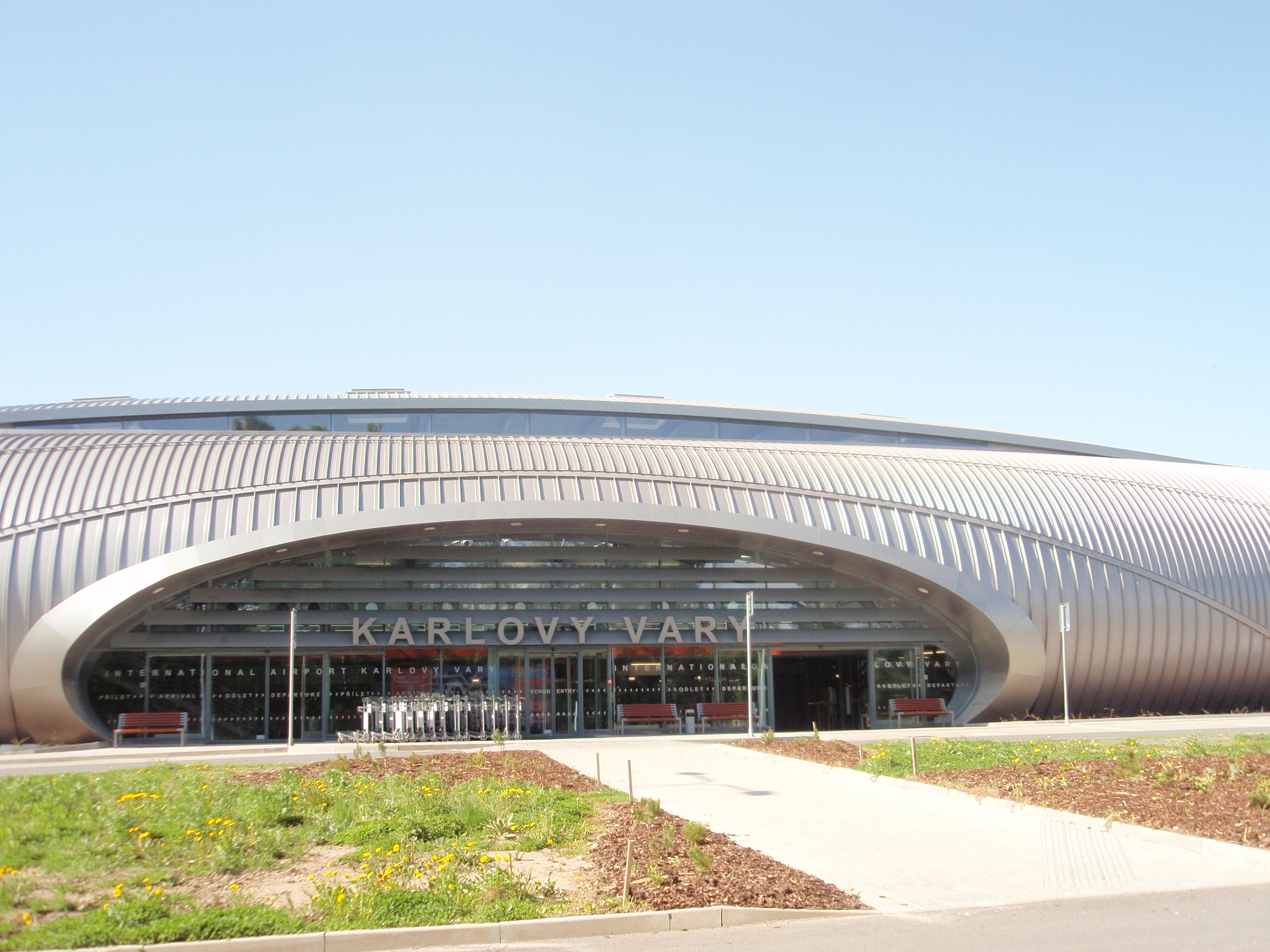
Terminal portu lotniczego

W dzielnicy Olšová Vrata od 1929 znajduje się międzynarodowy port lotniczy Karlowe Wary (IATA: KLV, ICAO: LKKV), piąty co do wielkości spośród sześciu czeskich portów lotniczych. Regularnie latają stąd samoloty do Pragi, Moskwy i Petersburga.

## Miasta partnerskie
- Baden-Baden, Niemcy
- Bernkastel-Kues, Niemcy
- Carlsbad, Stany Zjednoczone
- Cassino, Włochy
- Kusatsu, Japonia
- Locarno, Szwajcaria
- Varberg, Szwecja